# Erich Adickes
Erich Adickes (29. lipnja 1866. – 8. srpnja 1928.), njemački filozof, žestoki kritičar Ernsta Haeckela. 
Utemeljitelj je teorije o takozvanom četverostrukom pogledu na svijet: dogmatičkom, agnostičkom, tradicionalnom i inovativnom.